# The Moonstone (film 1915)
The Moonstone è un film muto del 1915 diretto da Frank Hall Crane (con il nome Frank Crane). La sceneggiatura di E. Magnus Ingleton si basa sul romanzo La pietra di Luna di Wilkie Collins adattato per il teatro dello stesso autore nel 1877.
Prodotto e distribuito dalla World Film, il film era interpretato da Eugene O'Brien, Elaine Hammerstein, Ruth Findlay, William Roselle, Edmund Mortimer.

## Trama
In India, un sacerdote del tempio della Luna lancia una maledizione su chiunque ruberà il diamante sacro incastonato in un occhio del Buddha. Quando l'inglese John Herncastle ruba la pietra, i tre preti di guardia al tempio rinunciano alla loro casta finché non saranno riusciti a recuperare la Pietra di Luna. Seguono così Herncastle fino a Londra, dove l'uomo muore, annegato in una vasca da bagno.
Il diamante va in eredità a sua nipote, Rachel Verinder. Il prezioso però scompare: del furto viene accusato Franklin Blake, l'esecutore testamentario, un giovane innamorato di Rachel. Mentre gli indiani usano tutte le loro armi per ritrovare il gioiello, si scoprirà che il vero autore del furto è stato Godfrey White, un amico di Blake. Anche questo ladro muore. I tre sacerdoti recuperano la Pietra di Luna, riportandola al tempio.

## Produzione
Il film fu prodotto dalla World Film.

## Distribuzione
Il copyright del film, richiesto dalla World Film Corp., fu registrato il 10 luglio 1915 con il numero LU5774.
Distribuito dalla World Film, il film uscì nelle sale cinematografiche statunitensi il 21 giugno 1915.

## Versioni cinematografiche
- The Moonstone, prodotto dalla Selig Polyscope (1909)
- The Quest of the Sacred Jewel, regia di George Fitzmaurice (1914)
- The Moonstone, regia di Frank Hall Crane (1915)
- La pietra lunare (The Moonstone), regia di Reginald Barker (1934)